# 佐藤敏明
佐藤 敏明（さとう としあき、1949年5月2日 - ）は、日本の企業家。MUTOHホールディングス元社長。武藤工業株式会社取締役、ムトーテクノサービス（現ムトーテクノバ）取締役などを務める。

## 略歴
昭和24年5月2日に東京都に出生。大学卒業後、三井銀行（現三井住友銀行）へと入行。平成11年10月にさくら銀行（現三井住友銀行）室町支店長に就任する。現在、東京コンピュータサービス（現TCSホールディングス）取締役、ムトーテクノサービス（現ムトーテクノバ）取締役、武藤工業株式会社取締役を務める。MUTOHホールディングス株式会社代表取締役社長も務めていたが、平成22年2月に退任した。

## 学歴
- 1973年青山学院大学卒業